# ونین گبریل
ونین گبریل (انگلیسی: Wenyen Gabriel؛ زادهٔ ۲۶ مارس ۱۹۹۷) بازیکن بسکتبال اهل سودان جنوبی است.

## حرفه
از باشگاه‌هایی که در آن بازی کرده‌است می‌توان به بسکتبال مردان کنتاکی وایلدکتز و ساکرامنتو کینگز اشاره کرد.